# Sirens Football Club
Il Sirens Football Club è una società calcistica maltese con sede nella città di San Pawl il-Baħar (Baia di San Paolo).
Nella stagione 2022-23 ha partecipato alla BOV Premier League, la massima divisione maltese, classificandosi al nono posto.

## Storia
Il club, fondato nel 1968, ha nel 2019 raggiunto per la prima volta nella sua storia la promozione nella Premier League maltese, dopo la vittoria nel campionato di First Division.
A seguito del quarto posto raggiunto nel campionato di esordio in massima serie (2019-2020, stagione terminata anticipatamente a causa dell'epidemia di COVID-19), il club ha ottenuto per la prima volta il diritto ad accedere ad una competizione europea e ha preso parte all'UEFA Europa League 2020-2021, nella quale è stato eliminato al primo turno preliminare dai bulgari del CSKA Sofia.

## Palmarès

### Competizioni nazionali
- First Division (Malta): 1

2018-2019
- Third Division (Malta): 5

1972-1973, 1979–1980, 1982–1983, 1988–1989, 2013–2014
- Fourth Division (Malta): 1

1976-1977

### Altri piazzamenti
- Third Division (Malta):

Secondo posto: 2006-07

## Organico

### Rosa 2022-2023
Aggiornata al 5 marzo 2023.
| N. |                     | Ruolo | Calciatore     |
| -- | ------------------- | ----- | -------------- |
| 1  | Malta (bandiera)    | P     | Andrea Cassar  |
| 3  | Malta (bandiera)    | D     | Gary Camilleri |
| 6  | Brasile (bandiera)  | C     | Marcelo Muniz  |
| 7  | Giappone (bandiera) | C     | Kei Sano       |
| 8  | Giappone (bandiera) | C     | Rei Tachikawa  |
| 10 | Malta (bandiera)    | A     | Sean Cipriott  |
| 15 | Malta (bandiera)    | A     | Adrian Borg    |
| 17 | Malta (bandiera)    | D     | Jacob Walker   |
| 21 | Malta (bandiera)    | C     | Jordan Kelly   |
| 22 | Malta (bandiera)    | D     | Alex Cini      |
| 24 | Malta (bandiera)    | P     | Matthew Grech  |

| N. |                     | Ruolo | Calciatore           |
| -- | ------------------- | ----- | -------------------- |
| 25 | Brasile (bandiera)  | A     | Paulo Vyctor         |
| 27 | Bulgaria (bandiera) | A     | Ivan Kolev           |
| 30 | Brasile (bandiera)  | D     | Gabriel Ventura      |
| 31 | Giamaica (bandiera) | C     | Kemmu Degran Jackson |
| 38 | Benin (bandiera)    | C     | Stéphane Sessègnon   |
| 77 | Malta (bandiera)    | C     | Siraj Arab           |
| 92 | Malta (bandiera)    | D     | Cameron Dalli        |
|    | Liberia (bandiera)  | D     | Armah Vaikainah      |
|    | Malta (bandiera)    | D     | Andreas Vella        |
|    | Uruguay (bandiera)  | C     | Ricardo Correa       |